# 布埃納維斯塔 (科隆區)
布埃納維斯塔（西班牙語：Buena Vista），是巴拿馬的城鎮，位於該國中部，由科隆省的科隆區負責管轄，面積114.5平方公里，海拔高度64米，2010年人口14,285，人口密度每平方公里124.8人。